# Luigi Poggi
Luigi Poggi (Piacenza, 25 de novembro de 1917 - 4 de maio de 2010) foi um religioso italiano, cardeal da Igreja Católica Romana, arquivista emérito dos Arquivos Secretos do Vaticano e bibliotecário emérito da Biblioteca Vaticana.
Foi ordenado padre em 28 de julho de 1940. Em 9 de maio de 1965, foi nomeado delegado apostólico para a África Central, recebcendo o título de arcebispo-titular de Forontoniana. Atuou como núncio apostólico em várias localidades, como Gabão, Polônia, Camarões, Peru e Itália. Em 1992, foi nomeado pró-arquivista dos Arquivos Secretos do Vaticano e pró-bibliotecário da Biblioteca Vaticana.
Foi criado cardeal em 1994 pelo Papa João Paulo II, com o título de Cardeal-diácono de S. Maria in Domnica, sendo-lhe imposto o barrete cardinalício em 26 de novembro. Em 2002, torna-se o protodiácono do Colégio dos Cardeais. Em 2005, é transformado em cardeal-presbítero, após dez anos como cardeal-diácono, recebendo o título cardinalício de S. Lorenzo in Lucina. Participou do Conclave de 2005, que elegeu Joseph Ratzinger como Papa Bento XVI, como cardeal não-votante.